# KNDS Deutschland
KNDS Deutschland GmbH & Co, бывшая Krauss-Maffei Wegmann GmbH & Co KG — немецкая машиностроительная компания, основным направлением деятельности которой является проектирование, разработка, производство, ремонт и торговля вооружением и военной техникой, в частности гусеничных и колесных бронированных машин.
KNDS Deutschland также выпускает оборудование для литья изделий из полимеров — термопластавтоматы. Компания ведёт поставки как на внутренний немецкий рынок так и для международных партнеров в более чем 30 странах мира. Главная контора находится в городах Мюнхен и Кассель.

## История компании
Компания Krauss-Maffei Wegmann (KMW) была основана в 1999 году в результате выделения оборонных предприятий концерна KraussMaffei AG и их последующего слияния с компанией Wegmann & Co.
Концерн Krauss Maffei возник в 1931 году результате слияния двух фирм. Первая фирма, Maffei, была создана Йозефом Антоном Риттером фон Маффай ещё в 1836 году и первоначально ничего общего с вооружением не имела. Фирма специализировалась на производстве железнодорожных локомотивов и была первой подобной фабрикой в Баварии (базировалась в Мюнхене).
Фирма Krauss & Comp., также производящая паровые локомотивы, была основана в 1866 году в Мюнхене почётным доктором технических наук Георгом фон Крауссом в форме ограниченного партнёрства. К 1882 году компания поставила свой тысячный локомотив для швейцарского тоннеля через перевал Сен-Готард.
В 1931 году произошло слияние компаний J. A. Maffei AG и Krauss & Comp, которая на то время уже была достаточно известным производителем вооружений. Новая компания получила название Krauss & Comp.-J. A. Maffei AG.
На протяжении 30 годов XX века KraussMaffei активно разрабатывала различное вооружение, в основном бронемашины со смешанным ходом (колесные и гусеничные). В целом на её заводах было создано более 6 000 таких машин. Во время Второй мировой войны KraussMaffei AG стала основным поставщиком бронемашин, тягачей, танков и другой бронетехники для войск нацистской Германии (вермахта).
В 1990 году KraussMaffei AG была приобретена немецким концерном Mannesmann AG. Активы компании KraussMaffei были объединены вместе с активами компании Demag в компанию Mannesmann Demag KraussMaffei AG.
Фирма Wegmann & Co GmbH была создана в городе Кассель в 1882 году и специализировалась на различной колесной технике, а позже и на танках.
Слияние c Wegmann & Co произошло в 1999 году, когда из холдинга Mannesmann Atecs AG было выделено оборонное производство. Wegmann получил 49 % долю в новой компании KMW, за Mannesmann осталось 51 %.
В 2000 году 51 % доля в KMW перешла от Mannesmann к Siemens AG. В 2010 году эту долю выкупил консорциум собственников Wegmann & Co., став единоличным владельцем предприятия.
В 2015 году KMW объединилась с французской государственной компанией Nexter (бывшая GIAT Industries), производителем танков Leclerc и артиллерийских систем CAESAR, образовав концерн KMW+Nexter Defense Systems (KNDS). Планируется совместное создание нового основного танка на замену Leclerc и Leopard 2.
Компания, в середине декабря 2022 года, открыла в Словакии, близ города Михаловце, технический центр для ремонта САУ, ЗСУ Gepard, РСЗО Mars.

## Акционеры компании
Владельцами компании является семейство Боде, членам которого через компанию Wegmann & Co. Unternehmens-Holding KG принадлежит контроль над 100 % акций.

## Дочерние предприятия
- ATM Computer Systeme GmbH
- GLS Gesellschaft für logistischen Service (GLS ist seit Juni 09 mit KMW verschmolzen)
- KMW Schweißtechnik GmbH
- HDVS Hellenic Defense Vehicle Systems
- Wegmann USA, Inc.
- DDVS Dutch Defense Vehicle Systems
- ARTEC GmbH
- PSM GmbH
- HIL Heeresinstandsetzungslogistik GmbH
- VPS Vehicle Protection Systems GmbH
- VPS de México S. A.
- WFEL Ltd. (weltweiter Marktführer für mobile Brückensysteme)[6]

## Наиболее известная продукция компании
Наиболее известная продукция компании:

| - 1965 год — Leopard, - 1973 год — Gepard, - 1979 год — «Леопард-2», | - 1998 год — PzH 2000, - 2001 год — Fennek, - 2003 год — Dingo ATF, | - 2005 год — Mungo ESK - 2006 год — GTK Boxer, - 2007 год — Puma | - 2007 год — Grizzly - 2010 год — DONAR - 2011 год — AMPV |

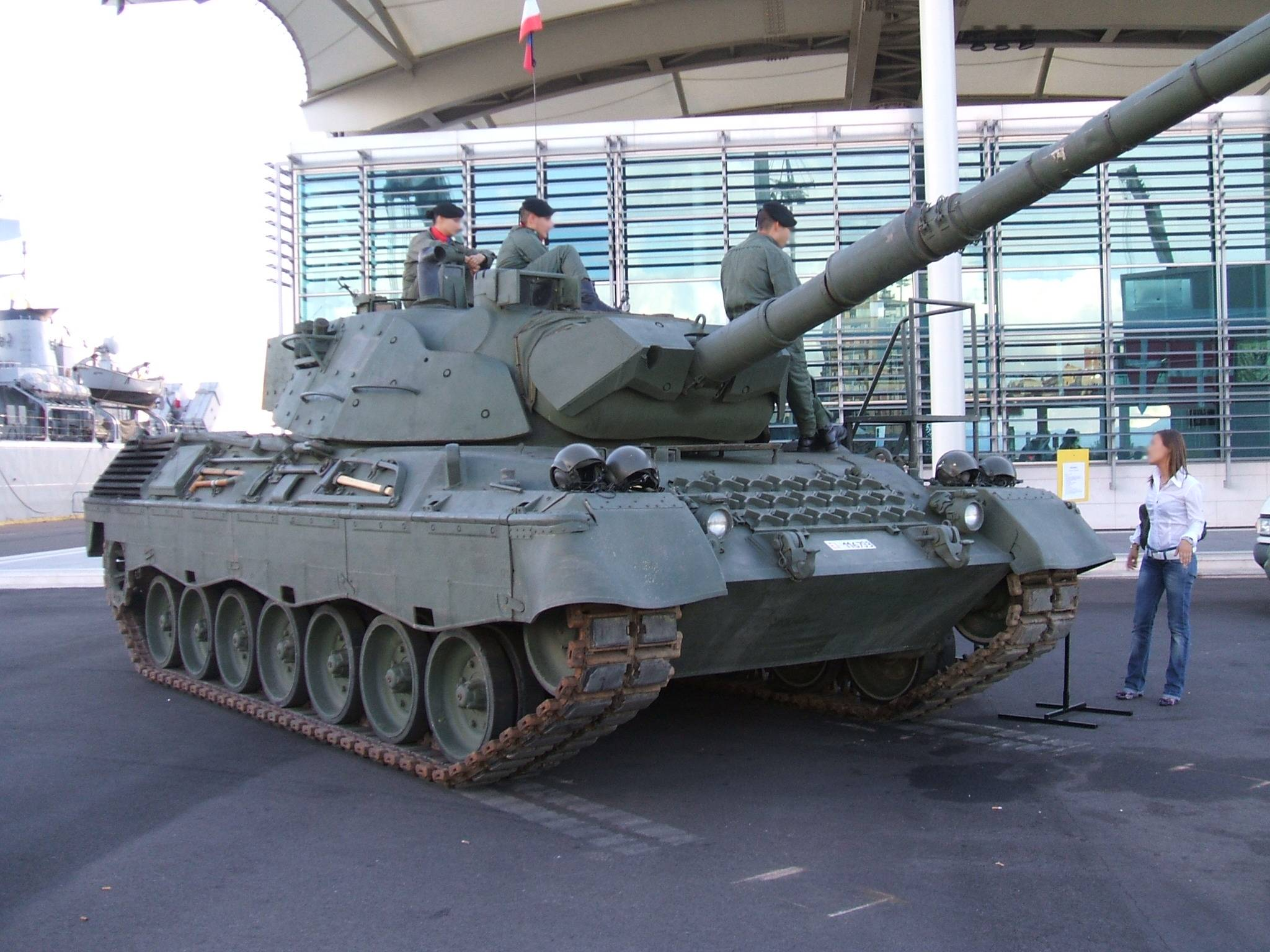
Leopard 1 (1965 год)
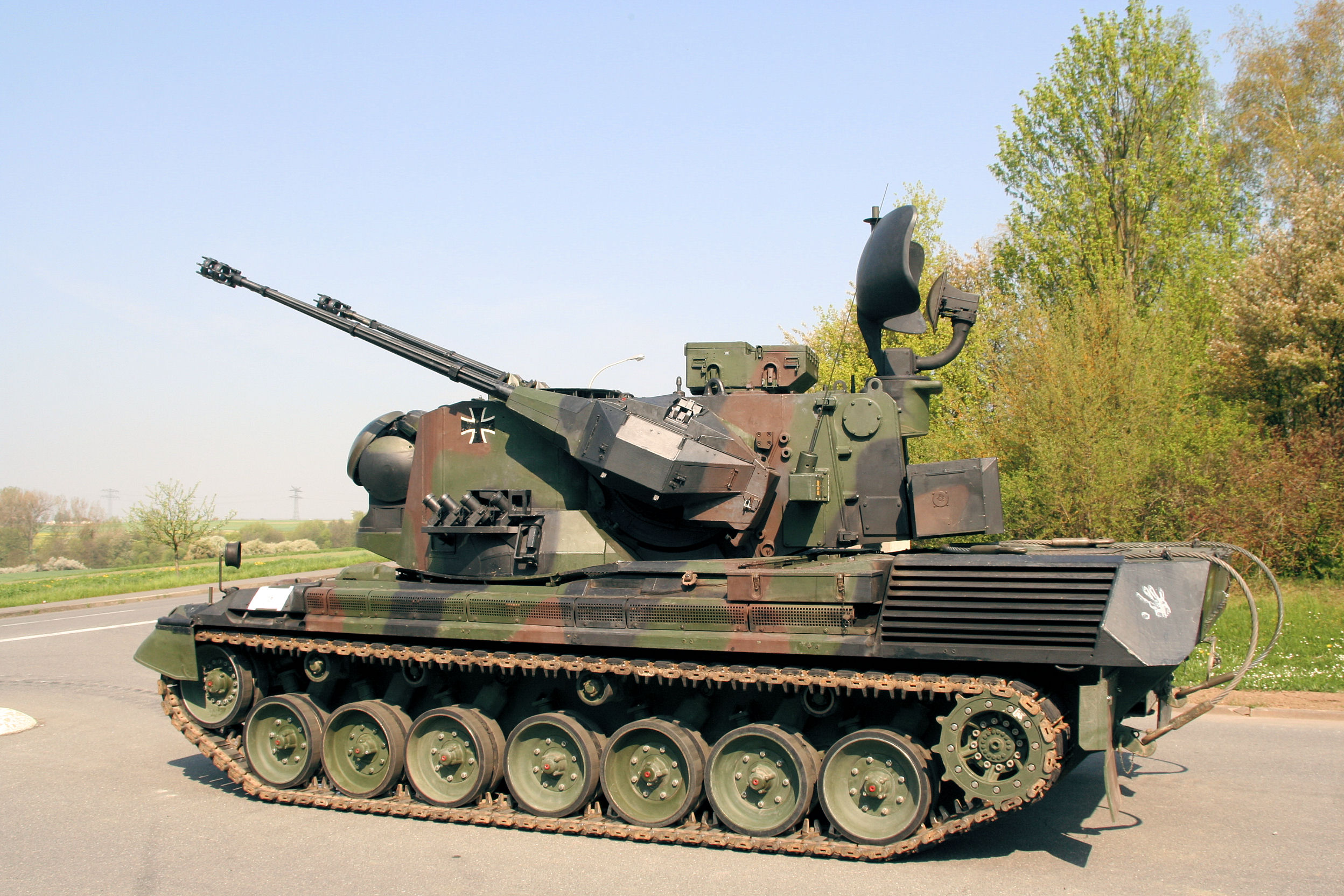
Gepard (1973 год)
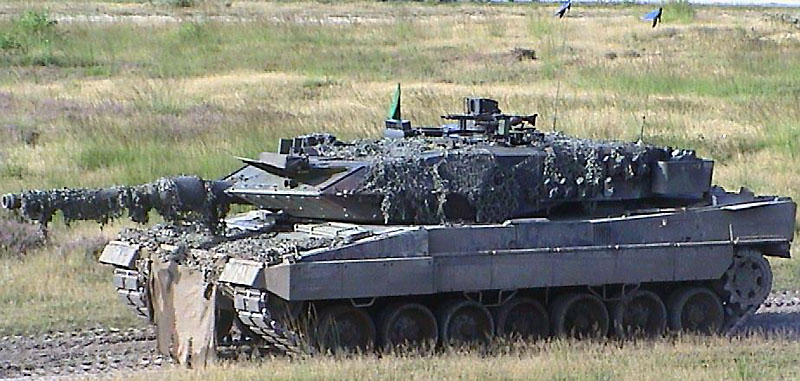
Leopard 2 (1979 год)
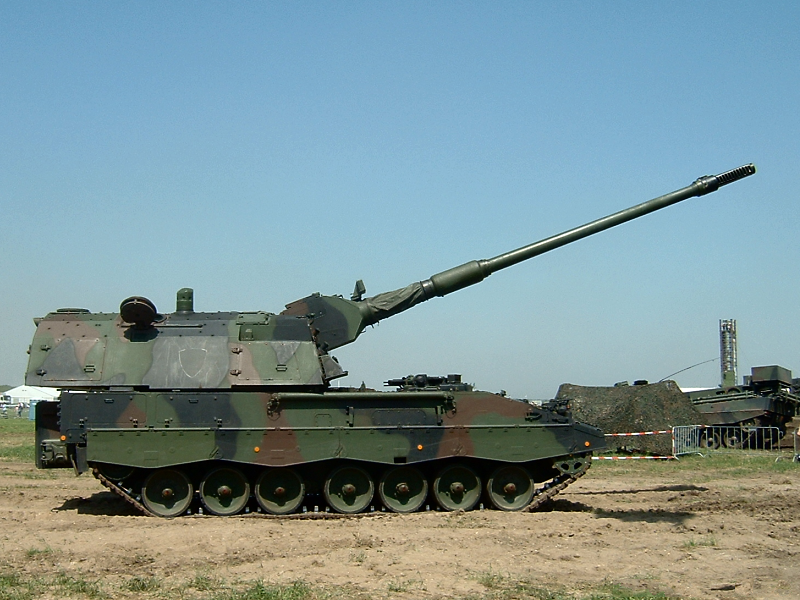
PzH 2000 (1998 год)
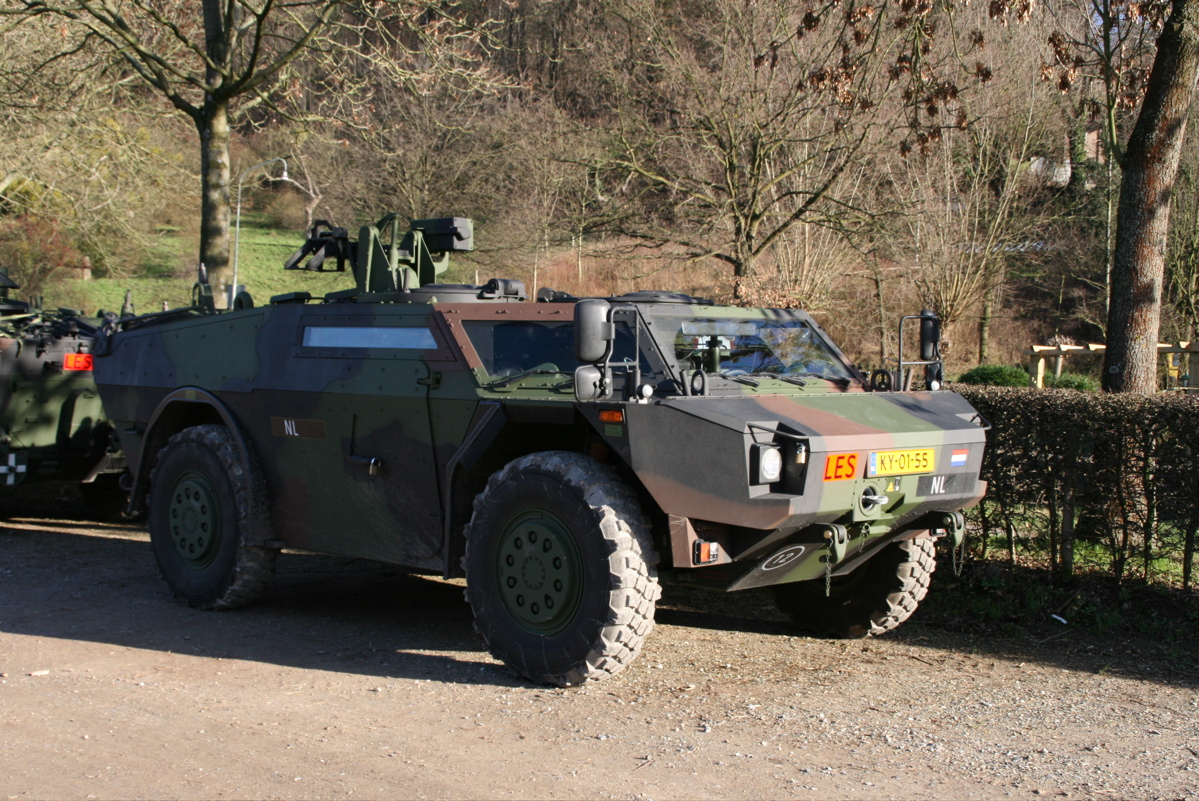
Fennek (2001 год)
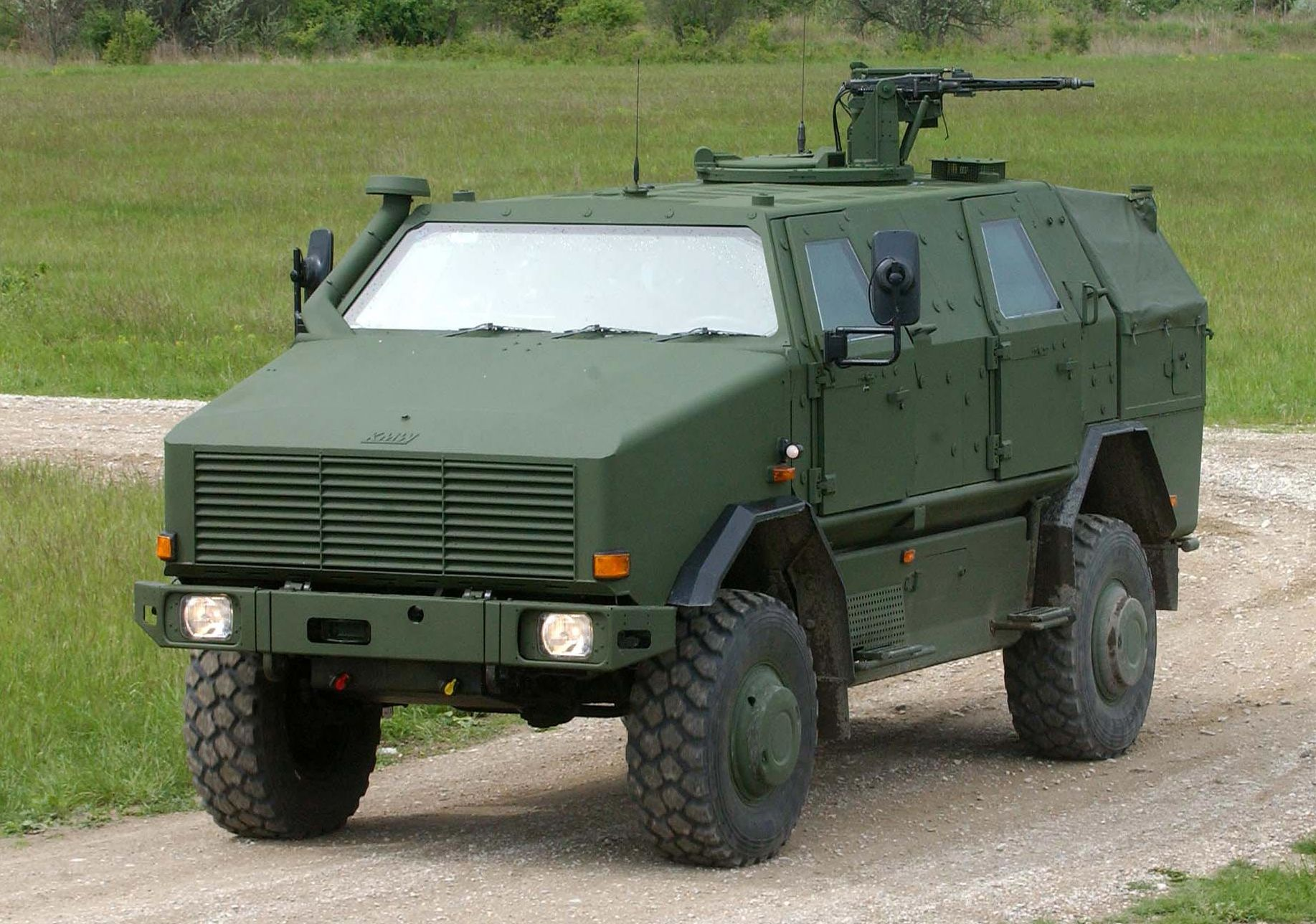
Dingo ATF (2003 год)
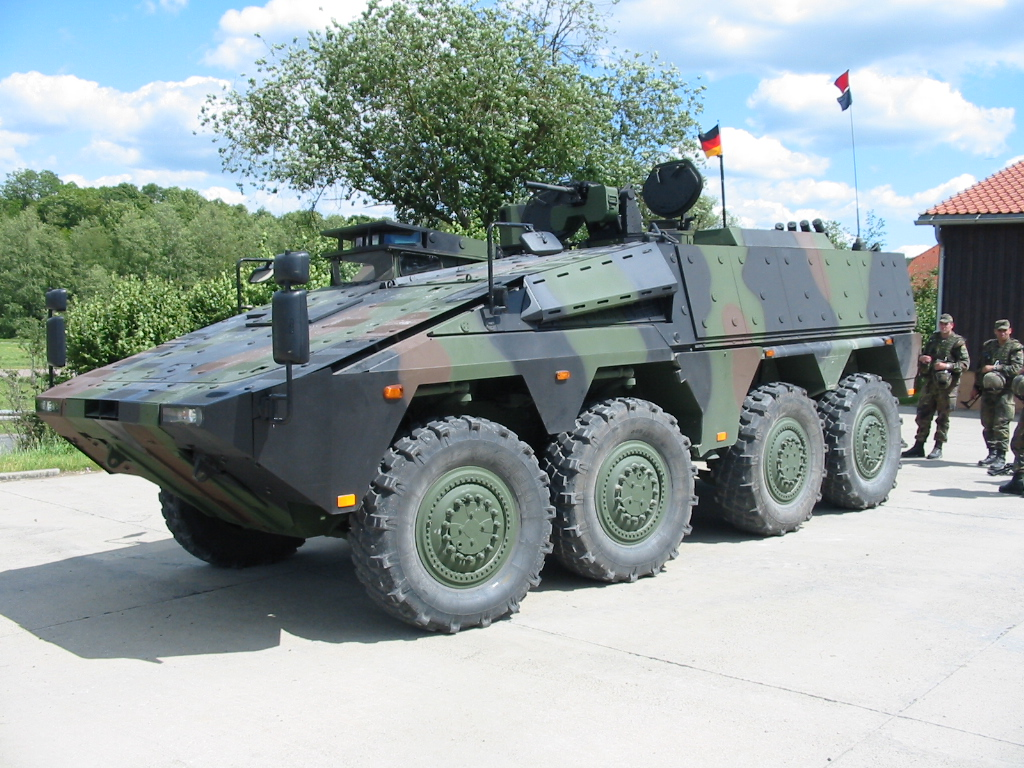
GTK Boxer (2006 год)
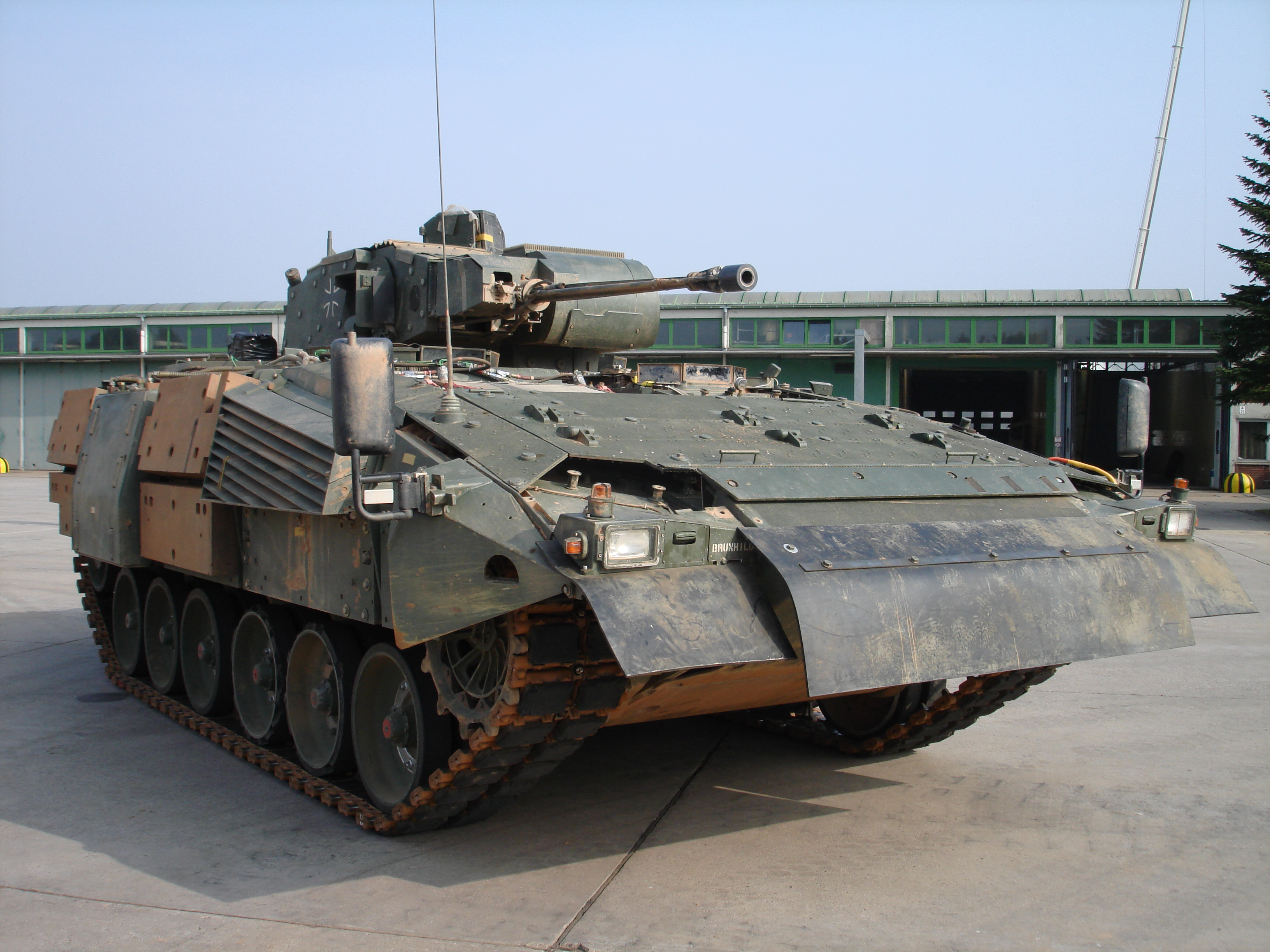
Puma (2010 год)